# رافاييل بورغوس
رافاييل بورغوس (بالإسبانية: Rafael Burgos)‏ (3 يونيو 1988 بإدارة لاباز في السلفادور - ) هو لاعب كرة قدم سلفادوري في مركز الهجوم. شارك مع منتخب السلفادور لكرة القدم. أما مع النوادي، فقد لعب مع بانيك أوسترافا وغيور تورنا أوزتالي ونادي فريدريكستاد وSanta Tecla F.C. ‏ ونادي أليانزا ‏ ونادي سانتانيكوس أسوشيتد ونادي جامعة  السلفادور ‏ وUniversidad SC ‏ ونادي رييد وDeportivo Petapa ‏ ونادي كيكسكيميت وMinnesota United FC (2010–2016) ‏.

## وصلات خارجية
- رافاييل بورغوس على موقع الاتحاد الدولي (مؤرشف)  (الإنجليزية)
- رافاييل بورغوس على موقع قاعدة بيانات كرة القدم.إي يو (الإنجليزية)
- رافاييل بورغوس على موقع ناشيونال فوتبول تيمز (الإنجليزية)
- رافاييل بورغوس على موقع Soccerway.com (الإنجليزية)